# Сабанкуй
Сабанкуй (исп. Sabancuy) — небольшой городок в Мексике, в штате Кампече, входит в состав муниципалитета Кармен. Численность населения, по данным переписи 2020 года, составила 7744 человека.

## Общие сведения
Первое упоминание о поселении относится к 1841 году, когда в нём проживало 356 человек.
Сабанкуй расположен на берегу одноимённого лимана, являющегося устьем залива Терминос, впадающим в Мексиканский залив. На другой стороне лимана находится остров Агуада, через который проходит шоссе 180, и куда из Сабанкуя построен мост. По шоссе можно добраться до Сьюдад-дель-Кармена, расположенного в 75 км западнее, а также до города Чампотон в 65 км на восток.
Вблизи города находятся пляжами с мелким белым песком, в некоторых местах покрытые галькой. Неглубокое побережье со спокойным прибоем и пологими склонами.
В Сабанкуе расположена церковь Святого Сердца Иисуса, построенная в XVIII веке.

## Население
| Год  | Численность | Численность |
| ---- | ----------- | ----------- |
| 2000 | 5840        | [ 5 ]       |
| 2005 | 6159        | [ 6 ]       |
| 2010 | 7286        | [ 7 ]       |
| 2020 | 7744        | [ 8 ]       |